# Krunoslav Draganović
Padre Krunoslav Stjepan Draganović (Brčko, 30 ottobre 1903 – Sarajevo, 3 giugno 1983) è stato un teologo e filosofo croato, segretario dell'Istituto Croato di San Girolamo, il principale organizzatore delle "ratlines" utilizzate anche da criminali di guerra nazisti per sfuggire alla giustizia dopo la seconda guerra mondiale.
Controverso e misterioso personaggio, collegato in via indiretta e poco trasparente allo IOR, alla CIA e al Partito nazista, diverse fonti confermano inoltre la sua mal celata vicinanza al movimento Ustascia, il movimento nazionalista croato affiliato alle frange fasciste a cui era stato consegnato il controllo della Croazia dalle potenze dell'Asse nel 1941. Vicino ad Ante Pavelić, nel 1948 fu lui ad aiutare il dittatore condannato per crimini di guerra nella fuga verso l'Argentina peronista.
Draganović fu accusato di riciclaggio di denaro e di furto di oggetti dalle vittime dell'Olocausto in Croazia.

## Biografia
Nato nel 1903 a Brčko in Bosnia, Draganović aveva ricevuto un'educazione cattolica e nazionalistica. Terminate le scuole superiori a Travnik, (ora centro amministrativo della Bosnia centrale) studiò teologia e filosofia a Sarajevo ed emise i voti nel 1928. Dal 1932 al 1935 studiò a Roma presso il Pio Pontificio Istituto Orientale e alla Pontificia Università Gregoriana, lavorando negli archivi vaticani.
Nel 1935 ritornò in Bosnia diventando segretario del vescovo Ivan Šarić; nell'aprile del 1941, quando i nazisti occuparono Zagabria, era professore di teologia all'università.
Fonti dell'intelligence intervistate da Mark Aarons e John Loftus per il loro libro “Ratlines” (titolo originale “Unholy Trinity: The Vatican, The Nazis, and The Swiss Banks”) dichiararono che Draganović era in via ufficiosa a capo delle operazioni di intelligence croate della Segreteria di Stato vaticana e al contempo collaborava con l'Intelligence americana, francese e britannica. "Era vicepresidente dell'Ufficio per la Colonizzazione ustascia che rappresentava per i nazisti una macchina della morte, poiché disponeva di serbi e ebrei destinati allo stermini o alla deportazione".
Nell'agosto del 1943 Draganović ritornò a Roma come segretario della “Confraternita croata di San Girolamo” nel monastero di San Girolamo dei Croati in Via Tomacelli. Questo monastero divenne il centro delle operazioni ratline croate come documentato dalla CIC.
In un memorandum del 1948 un agente spiegò che l'accordo consisteva in una forma di mutua assistenza: in cambio di aiuti a persone a lui care che vivevano in Germania, faceva in modo di ottenere loro (per lo più criminali di guerra) il visto per il Sudamerica, principalmente per l'Argentina, imbarcandosi dal porto di Genova, dove aveva trovato appoggio e documenti falsificati (rilasciati dalla Croce Rossa romana) presso la Daie (Delegación Direción Argentina de Immigración Europea) di via Albaro, diretta da Carlos Fuldner, ex ufficiale SS.
Avrebbe avuto influenti contatti in Vaticano, come il segretario di Stato Luigi Maglione e persino papa Pio XII.
Nel 1958 all'indomani dell'elezione di papa Giovanni XXIII il cardinale Domenico Tardini chiese a Draganović di lasciare Roma.
Passò gli ultimi anni della sua vita a Sarajevo aggiornando il registro generale della Chiesa cattolica in Jugoslavia e morì nel 1983.